# Yenatfenta Abate
Yenatfenta Abate (amharisch የናት ፋንታ አባተ; * 30. November 1973 in Äthiopien) ist eine äthiopisch-deutsche Künstlerin mit dem Schwerpunkt freie Kunst. Sie lebt und arbeitet seit 2008 in Berlin.

## Leben
Yenatfenta Abates künstlerische Entwicklung geht zurück bis in die frühe Kindheit und entwickelte sich intensiv mit dem Beginn des Studiums an der School of Fine Arts in Addis Abeba, an der sie als einzige Frau ihres Jahrgangs eingeschrieben war.
1990 erhielt Abate den „Preis von Montreal“, eine Auszeichnung, die an ein Stipendium gekoppelt war, mit dem ein weiterführendes Studium im Ausland möglich wurde. Sie entschied sich für Deutschland, es folgte das Studium der Kunstpädagogik an der Pädagogischen Hochschule Heidelberg. Im Jahr 1993 wechselte sie an die Hochschule für Bildende Künste Hamburg und studierte nach erfolgreichem Abschluss des Grundstudiums „Freie Kunst“. Sie beendete ihr Studium 2003 mit dem Diplom bei Professor Olav Christopher Jenssen als Jahrgangsbeste.
2004 folgte ein Aufbaustudium als Meisterschülerin bei Franz Erhard Walther, das 2008 mit einer umfangreichen Ausstellung beendet wurde.
Yenatfenta Abate gestaltete einen der ersten Buddy Bären, die als Vertreter Berlins und Deutschlands künftig an allen deutschen Botschaften in der Welt aufgestellt werden sollen. Der deutsche Botschafter in Addis Abeba, Joachim Schmidt, stellte diesen der äthiopischen Öffentlichkeit im Mai 2015 erstmals vor.

## Ausstellungen (Auswahl)
Seit 1998 zeigt sie ihre Malerei, Zeichnungen und Skulpturen in Einzel- und Gruppenausstellungen in Deutschland und dem Ausland. Sie erhielt mehrere Leistungsstipendien, zahlreiche Auszeichnungen und repräsentierte ihr Heimatland Äthiopien bei hochkarätigen Kunstausstellungen.

### Einzelausstellungen
- 2013: My Situation (September 2013 bis Januar 2014) im Internationalen Club im Auswärtigen Amt e.V.[2]
- 2012: Mein Blick, Kunstverein Rotenburg/Wümme
- 2006: Seel Lehageri, Museum Rade
- 2005: Free Art Felega l, Galerie Peter Herrmann, Berlin[3]

### Gruppenausstellungen
- 2008 und 2009: Projekt Free Art Felega ll und III, -  Artist in Residence – Programm des Goethe Institut Addis Abeba, Äthiopien
- 2007: Millennium Exhibition, Washington D.C., Blackburn Gallery
- 2006: Äthiopien und Deutschland – 100 Jahre, Staatliche Kunstsammlungen Dresden, Grassi Museum Leipzig
- 2003: United Buddy Bears, Berlin, in den Folgejahren auf allen 5 Kontinenten[4]
- 1999: Ausstellung und Katalog – Kunst in der Börse, Hamburg